# Вера, Энрике
Энри́ке Даниэ́ль Ве́ра То́ррес (исп. Enrique Daniel Vera Torres; род. 10 марта 1979, Асунсьон) — парагвайский футболист, полузащитник. Выступая за эквадорский клуб ЛДУ Кито стал одним из ключевых игроков команды в полузащите и попал в символическую сборную по итогам Кубка Либертадорес 2008, который команда выиграла впервые в истории эквадорского футбола.

## Биография
В начале карьеры Вера выступал в чемпионате Парагвая за не самые сильные клубы («Ресистенсия», «Соль де Америка», «Итеньо»). В 2004 году он переехал в Эквадор, где в начале также в числе клубов, за которые он играл, не было грандов («Аукас», «Универсидад Католика» (Кито), «Ольмедо»). И только с 2006 года он стал выступать за один из традиционно сильнейших клубов Эквадора — ЛДУ Кито.
В 2007 году Энрике стал вместе со своим клубом чемпионом Эквадора, был признан лучшим иностранным футболистом чемпионата и впервые получил приглашение в сборную Парагвая. В 2008 году Вера вошёл в символическую сборную Кубка Либертадорес. После победы в престижнейшем международном турнире, футболиста приобрёл один из самых богатых клубов Мексики — «Америка Мехико». Спустя сезон Вера вернулся в ЛДУ и сразу стал победителем ещё одного международного турнира — Рекопы.
После чемпионата мира в ЮАР выступал за мексиканский «Атлас». В декабре 2010 года состоялось второе возвращение Веры в ЛДУ: полузащитник подписал с эквадорским клубом трёхлетний контракт. В 2017 году Вера вернулся на родину, подписав контракт со «Спортиво Лукеньо».

## Титулы
- Чемпион Эквадора: 2007
- Обладатель Кубка Либертадорес: 2008
- Обладатель Южноамериканского кубка: 2009
- Обладатель Рекопы: 2009
- Финалист Кубка Америки: 2011